# Campeonato Sudamericano de Voleibol Femenino de 1962
La V edición del Campeonato Sudamericano de Voleibol Femenino fue realizado en 1962 en la ciudad de Santiago, capital de Chile. Se realizó del 1 de junio al 15 de junio de 1962.

## Campeón
| Brasil           |
| Campeón          |
| BRASIL 5º título |

## Clasificación final
| Pos | Equipo    |
| --- | --------- |
| 1   | Brasil    |
| 2   | Perú      |
| 3   | Argentina |
| 4   | Chile     |

| Predecesor: Perú 1961 | Campeonato Sudamericano de Voleibol Femenino V edición | Sucesor: Argentina 1964 |

- Datos: Q2424163